# هانس یورگن ولوکا
هانس یورگن ولوکا (انگلیسی: Hans-Jürgen Wloka؛ زادهٔ ۱۲ سپتامبر ۱۹۵۱) بازیکن فوتبال اهل آلمان است.
از باشگاه‌هایی که در آن بازی کرده‌است می‌توان به باشگاه فوتبال اوردینگن ۰۵، باشگاه فوتبال آرمینیا بیله‌فلد، و باشگاه فوتبال بروسیا مونشن‌گلادباخ اشاره کرد.